# Mercedes Schlapp

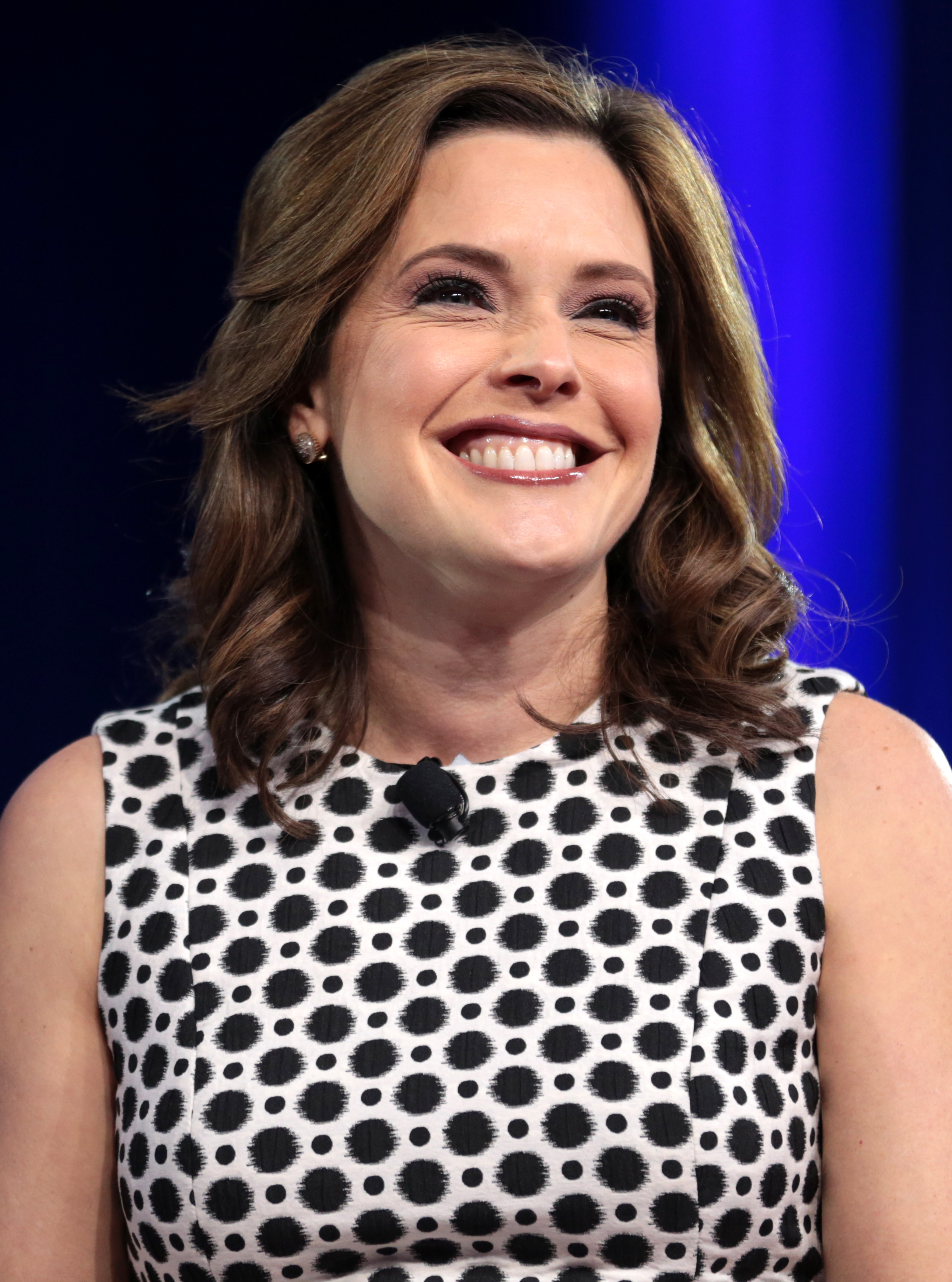
Mercedes Schlapp

Mercedes „Mercy“ Viana Schlapp (* 15. Dezember 1972 in den Vereinigten Staaten) ist eine kubanisch-amerikanische Journalistin, Kolumnistin und politische Beraterin. Im September 2017 wurde sie die Nachfolgerin von Hope Hicks Direktorin für Strategische Kommunikation im Executive Office von US-Präsident Donald Trump und hatte diesen Posten bis zum 1. Juli 2019 inne. Davor arbeitete sie in verschiedenen Positionen für Politiker der Republikanischen Partei, darunter im Wahlkampfteam des ehemaligen US-Präsidenten George W. Bush. In der Bush-Regierung arbeitete sie als Director of Specialty Media im Weißen Haus. Dort lernte sie ihren Ehemann Matt Schlapp kennen.
Neben ihrer politischen Tätigkeit trat sie regelmäßig als Kommentatorin für große US-amerikanische TV-Sender auf, insbesondere für den der Republikanischen Partei nahe stehenden Sender Fox News.